# Геліофіти

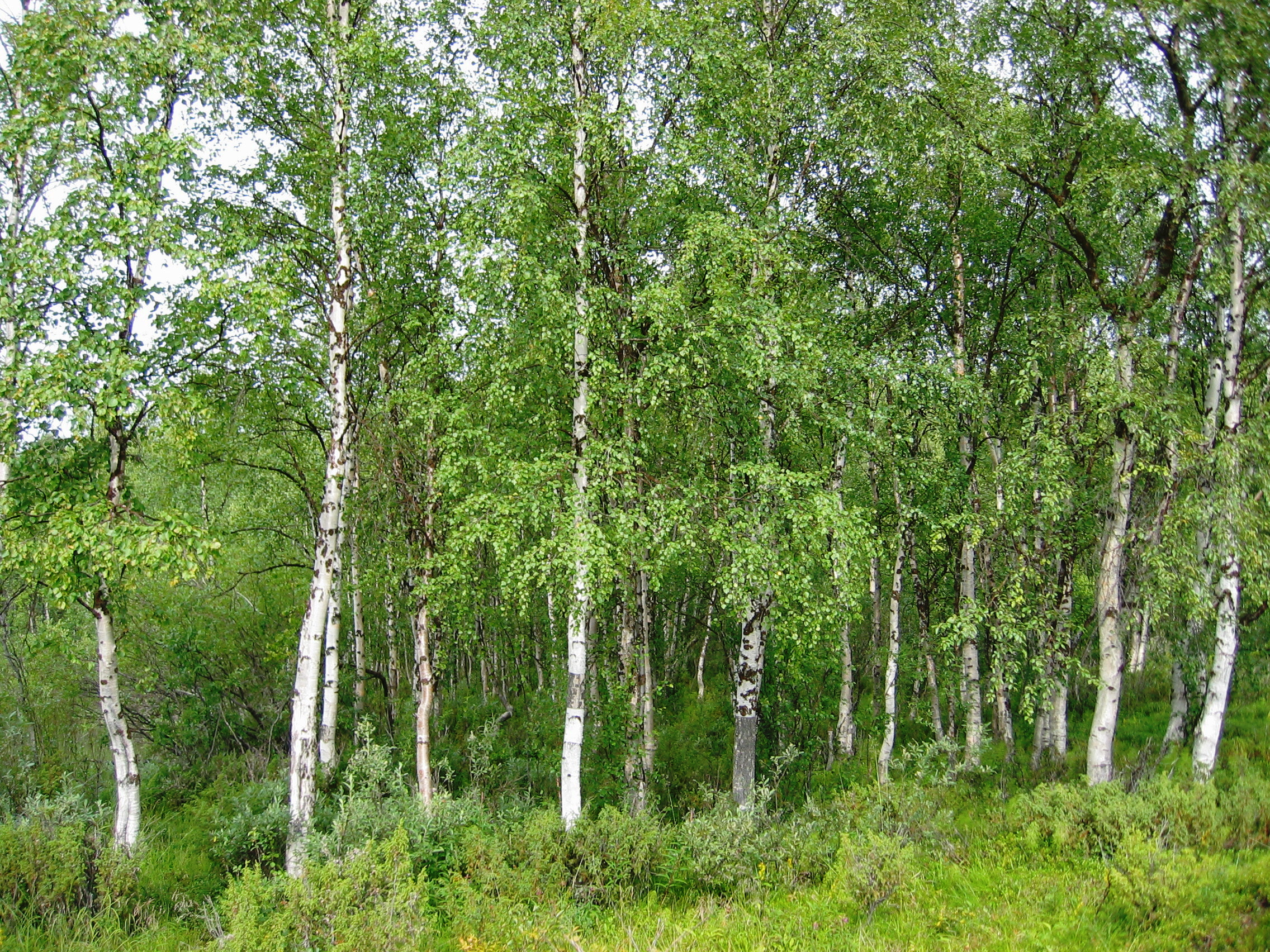
Березова роща (Фінляндія)

Геліофіти (від грец. ἥλιος — «Сонце» і грец. φυτóν — «рослини») — світлолюбні рослини, що пристосовані до життя при повному сонячному освітленні; так як при затемненні вони відчувають пригніченість, і відбувається затримка їх росту. Це рослини відкритих екосистем: степові та лугові трави, наскельні лишайники, прибережні та водні рослини, більшість ефемерів та ефемероїдів. Для нормального розвитку геліофітів необхідне інтенсивне сонячне освітлення. Дорослі геліофіти більш світлолюбні, ніж молоді. Світлолюбні рослини характеризуються підвищеною інтенсивністю процесів фотосинтезу, і це є основною відмінною рисою в порівнянні з тіньовитривалими рослинами.

## Особливості
Листя зазвичай менше, ніж у тіньолюбних рослин (сциофітів).
Листкова пластинка найчастіше розташовується так, щоб зменшити кількість сонячної радіації в денні години: вертикально або під великим кутом до землі, таким чином листки отримують ковзаючі промені (наприклад, евкаліпт, мімоза, акація). Цікаві адаптації щодо ослаблення радіації можна спостерігати у «компасних» рослин: листя в них розташовані в одній площині, орієнтованій з півночі на південь, тому вони отримують менше радіації (латук дикий (Lactuca serriola), пижмо звичайне (Tanacetum vulgare), деревій звичайний (Achillea millefolium ).
У багатьох геліофітів поверхня листка має особливість, яка сприяє відбиванню променів (блискуча, «лакована» поверхня – у лавра, магнолії; покрита світлою восковою плівкою – у кактусів, молочая) або послаблює їхню дію (опушеність, товста кутикула). Іноді в клітинах епідерміса трапляються кристалічні вкраплення, які відіграють роль екрана для світлових променів.
Клітини мезофіла маленькі, розташовані компактно, без великих міжклітинників.
В умовах сильного освітлення в клітинах багато хлоропластів. Самі хлоропласти менші та світліші, ніж у сциофітів, тому не всі пластиди отримують багато світла в результаті взаємного затемнення.
Одна із захисних реакцій хлоропластів на надлишок світла – здатність змінювати орієнтацію і міняти своє місце розташування в клітині. При сильномі освітленні вони займають в клітині пристінне положення і стають «ребром» до світла; при слабкому освітленні – навпаки, дифузно розподіляються в клітині.
Листок містить близько 1,5-3 мг хлорофіла в 1 г.

### Деякі приклади
- Pínus sylvéstris
- Adenocaulon bicolor
- Aralia californica
- Disposum smithii
- Trillium ovatum
- Viola glabella.